# リチャード・オルニー
リチャード・オルニー（Richard Olney、1835年9月15日 - 1917年4月8日）は、アメリカ合衆国の政治家である。グロバー・クリーブランド政権において司法長官と国務長官を務めた。
司法長官として、プルマン・ストライキにおいて、労働者に対する史上初のストライキ差止命令を出し、法的手段によるストライキ阻止に失敗すると、軍を出動させて実力行使に出るという判断を下した。
国務長官として、アメリカの在外公館を大使館に昇格させ、世界におけるアメリカの地位を向上させた。

## 若年期と教育
オルニーは、1835年9月15日にマサチューセッツ州オックスフォードの裕福な家庭に生まれた。父のウィルソン・オルニーは、繊維製造業と銀行を経営していた。オルニーが生まれてすぐに、一家はケンタッキー州ルイビルに移り、オルニーが7歳になるまで住んでいた。その後、一家はオックスフォードに戻り、オルニーはレスターのレスター・アカデミーに入学した。
1856年、ブラウン大学を優秀な成績で卒業した。1858年、ハーバード・ロー・スクールを卒業し、法学の学士号を取得した。

## 初期のキャリア
1859年に弁護士資格を得て、ボストンで弁護士として働き始めた。オルニーは、遺言検認、信託、会社法の権威という評判を得た。
1874年、オルニーはウェスト・ロックスベリーからマサチューセッツ州下院議員に選出された。1期務めた後、再出馬はせずに弁護士に戻った。
1876年、オルニーはボストンにある義父の弁護士事務所を継承し、ボストンの有力一族の案件を取り扱うようになった。1880年代には、ボストンにおける有力な鉄道関連の弁護士の一人となり、ミルウォーキー鉄道の顧問を務めた。
オルニーは、鉄道会社の元従業員から、全米の鉄道を規制する政府組織として新たに設置された州際通商委員会(ICC)と、何とかして追い払えないかという相談を受けた。オルニーは、ICCは規制の虜になるだろうと述べ、1892年の書簡の中で次のように述べた。
［州際通商］委員会は、鉄道にとって有用であり、有用なものになり得る。それは、政府による鉄道の監督をやかましく要求する民衆を満足させるためのものであり、その監督はほとんど名目的なものでしかない。さらに、このような委員会は、次第にビジネスと鉄道の視点から物事を見るようになる傾向にある。委員会を破壊するのではなく、それを活用するのが賢明である。

## 司法長官
1893年3月、オルニーはグロバー・クリーブランド大統領により司法長官に任命され、法律に違反するストライキに対する取り締まりを行った。オルニーは、郵便や州間の鉄道輸送への妨害を政府は防がなければならないと主張した。

### プルマン・ストライキ
1894年5月から始まった、アメリカ鉄道組合によるストライキ（プルマン・ストライキ）において、オルニーは地方検事に対しストライキ中の鉄道員に対する差止請求権を連邦裁判所から取得するように指示した。これが、政府によるストライキ差止命令の前例となった。また、シカゴ地方検事に対して、大陪審を招集してユージン・V・デブスらストライキの指導者の起訴理由を見つけることと、鉄道交通を保護するための連邦保安官の派遣を命じた。法的手段によるストライキ阻止に失敗すると、イリノイ州知事が反対していたにもかかわらず、ストライキ鎮圧のためにシカゴに軍を派遣するようクリーブランド大統領に助言した。

## 国務長官
ウォルター・グレシャム国務長官の死去に伴い、1895年6月10日、クリーブランド大統領はオルニーを後任の国務長官に任命した。
オルニーは速やかにアメリカの在外公館を大使館に昇格させた。それまで、アメリカの在外公館は、外交プロトコール上で大使館より劣るとされる公使館しかなかった。これにより、アメリカの世界における扱いが向上した。
オルニーは、1895年のイギリスとベネズエラとの間の国境紛争において、イギリス外相ソールズベリー侯宛の書簡の中で「アメリカ合衆国はこの大陸において実質的に主権を有する」と述べ、モンロー主義を大幅に拡大する解釈を示した。この解釈は、今日では「オルニー解釈」と呼ばれている。

## 晩年
1897年にクリーブランド大統領の任期終了に伴い国務長官を退任すると、国政から身を引いて弁護士に戻った。
ウッドロウ・ウィルソン大統領から、1913年3月に駐英大使、1914年5月に連邦準備制度理事会(FRB)議長の就任を要請されたが、高齢で新たな責務を負いたくないとして、いずれも辞退した。

## 私生活
1861年に、ボストン在住のアグネス・パーク・トーマス(Agnes Park Thomas)と結婚した。
作家のH・W・ブランズによれば、オルニーは、実の娘の一人が軽率な行動を取ったことに対して、家から追い出して二度と会わないと言ったが、その後30年間、同じ街に住んでいたという。

## 栄誉
オルニーは、1893年にハーバード大学とブラウン大学から、1901年にイェール大学から、法学の名誉博士号を授与されている。